# ВОГ-17
ВОГ-17 (абр. від рос. выстрел осколочный гранатометный) — радянський гранатометний постріл калібру 30 мм. Має осколкову дію. 
Боєприпас призначений для автоматичного гранатомета АГС-17, АГС-30.

## Історія розвитку
Постріл ВОГ-17 розроблений конструкторським бюро «Прилад» наприкінці 1960-х років для стрільби з гранатомета АГС-17.
ВОГ-17 з детонатором миттєвої дії — одна з перших, тепер вже застарілих, модифікацій осколкових гранат. У 1971 році постріл ВОГ-17А був модифікований детонатором з пристроєм самоліквідації (отримав назву ВОГ — 17М).

## Опис
Корпус гранати сталевий тонкостінний, хімічно затемнений, всередині корпусу є спіраль з насіченого дроту прямокутного перерізу, осколкова сорочка з напівготовими осколками.
Підривник зводиться на відстані 10-60 м від дульного зрізу гранатомета, що забезпечує додаткову безпеку при стрільбі.
Гранати ВОГ-17А і ВОГ-17М в бойовому спорядженні пофарбовані в чорний колір.

## Спорядження гранат
Постріли ВОГ-17А і ВОГ-17М складаються з осколкової гранати, порохового/метального заряду і підривника головного миттєвої дії.
Пороховий заряд пострілу ВОГ-17А призначається для придання гранаті початкової швидкості. Він складається з гільзи, капсуля-запальника і нітрогліцеринового пороху.
Головний детонатор ударної дії служить для вибуху гранати при зустрічі її з ціллю. Головний детонатор складається з ударного (інерційного) і запалювального механізмів і запобіжного механізму далекого зведення.

## ТТХ
- Калібр — 30 міліметрів
- Довжина пострілу — 132 мм
- Довжина гільзи — 28 мм
- Довжина гранати — 113 мм
- Вага пострілу — 0,35 кг
- Вага гранати — 0,28 кг
- Площа ураження — 70 м².
- Початкова швидкість гранати — 185 м/с.

ВОГ-17: дальність ураження до 1730 м, радіус – до 7 м.

## Типи боєприпасів
Розроблено і випускаються кілька варіантів 30-мм пострілів:
- ВОГ-17А (індекс 7П36) — осколкова граната з детонатором миттєвої дії ВМГ — одна з перших, тепер уже застарілих, модифікацій. Корпус гранати забарвлений в чорний колір. Також, виготовляється в Болгарії під найменуванням 30 mm HE Round IO-30[2]
- ВОГ-17М — модернізований варіант ВОГ-17А зразка 1971 року. Підривник ВМГ-М оснащений пристроєм самоліквідації, сповільнювач розрахований на 25 секунд. Корпус гранати забарвлений в чорний колір.
- ВОГ-17МУ — осколкова граната[3]
- ВОГ-30 — вдосконалений варіант, розроблений в 1980-і роки, має потужнішу осколкову дію, а також автономну герметизацію метального заряду в гільзі.
- ВОГ-30Д — вдосконалений варіант, нові постріли мають максимальну дальність до 2123 м і радіус ураження до 13 м[1].
- ГПД-30 — новий тип осколкової гранати, розробка розпочата в 1999 році ЦКІБ СОО[4].
- ВУС-17 — практичний постріл, замість заряду ВР споряджений піротехнічним складом оранжевого диму, що позначає місце падіння гранати.
- навчальний постріл — застосовується для навчання діям зі зброєю, не має спорядження. Граната з гільзою додатково скріплені осьовим гвинтом для запобігання демонтажу патрона в результаті багаторазових маніпуляцій в службовому поводженні. В очко гранати ввернута холоста втулка, що повторює форму і розміри детонатора.
- RHV-HEF — постріл виробництва болгарської компанії «Арсенал»[5]
- RHV-TP — постріл виробництва болгарської компанії «Арсенал»[5]
- T-M93P1 — постріл виробництва сербської компанії «Застава Оружие»[6]
- VG-M93 — навчальний постріл виробництва сербської компанії «Застава Оружие» (з інертним спорядженням)[6]
- VMG-M93 — навчальний постріл-маркер виробництва сербської компанії «Застава Оружие»[6]
- ВОГ-17В та ВОГ-17ІН — постріли виробництва українських підприємств, можуть бути прийняті на озброєння ЗСУ в 2021 році[7][8].

## Навчальні гранати
Для навчання діям зі зброєю використовуються навчальні постріли, які не мають спорядження. Граната з гільзою додатково скріплені осьовим гвинтом для запобігання демонтажу патрона в результаті багаторазових маніпуляцій у службовому поводженні. У днище гранати вгвинчена холоста втулка, що повторює форму і розміри детонатора.

## Робота частин і механізмів пострілу до гранатомета
До пострілу жало ударного механізму детонатора впирається своїм буртиком в заслінку запобіжного механізму, утримувану від розвороту стопором, і тому воно не може наколоти капсуль-детонатор.
При пострілі, від удару бойка затвора по капсулю, спалахує та вибухає пороховий заряд. Гази, що утворилися при згорянні порохового заряду, викидають гранату з каналу ствола. Капсуль-запальник запалювального механізму детонатора при пострілі, під дією сили інерції, від лінійного прискорення гранати стискає пружину і наколюється на жало.
Промінь вогню від капсуля-запальника через отвір у втулці з віссю запалює пороховий заряд запобіжного механізму, який на відстані 10-30 м від дульного зрізу ствола гранатомета закінчує горіння, і стопор, звільнившись від порохового складу і, піднімаючись під дією пружини, звільняє заслінку; заслінка, повертаючись під дією поворотної пружини і відцентрової сили, відкриває шлях жалу ударного механізму. При зустрічі з ціллю (перепоною) мембрана з ковпачком, деформуючись, просуває стрижень з жалом ударного механізму і жало наколює капсуль-детонатор, який вибухає і викликає вибух розривного заряду гранати. При цьому пружина і корпус гранати дробляться на осколки, які і вражають живу силу противника.

## Виробництво
В 2019 році було прийнято боєприпас ВОГ-17В розробки спеціального конструкторського бюро «Вектор-В». Вже в 2021 році на заводі «Імпульс» було підготовлено лінію для їхнього серійного виробництва.

## Бойове застосування

### Російсько-українська війна
Широко використовувався під час війни на сході України. Зокрема, ВОГ-17 були пристосовані для скидання з безпілотних літальних апаратів.
Так в березні 2020 року неподалік населеного пункту Гнутове російськими військовими було скинуто ВОГ-17 з БПЛА на санітарний автомобіль 10-ї гірсько-штурмової бригади ЗСУ, що є грубим порушенням міжнародних угод з захисту медиків на передовій.
У серпні 2020 року в ході чергового оголошеного перемир'я бойовики російсько-терористичних військ скинули з БПЛА по позиціям ЗСУ декілька ВОГів.
13 березня 2021 року було зафіксовано черговий випадок застосування ВОГ-17: В районі відповідальності оперативно-тактичного угрупування «СХІД», неподалік населеного пункту Водяне, що на Приазов'ї, окупанти відкривали вогонь з гранатометів різних систем та стрілецької зброї. У цьому ж напрямку, застосувавши безпілотний літальний апарат типу «квадрокоптер», збройні формування Російської Федерації скинули над позиціями Об'єднаних сил два постріли ВОГ-17.
6 листопада 2021 року в районі населеного пункту Болотене окупанти задіяли безпілотний літальний апарат, за допомогою якого здійснили скидання пострілів ВОГ-17